# Force Works
Force Works est une équipe de super-héros évoluant dans l'univers Marvel de la maison d'édition Marvel Comics. Créée par Dan Abnett, Andy Lanning (en) et Tom Tenney, l'équipe apparaît pour la première fois dans le comic book Force Works #1 en juillet 1994
La série dure jusqu'à avril 1996, pour 22 numéros.
Le groupe est issu de l'équipe des Vengeurs de la Côte Ouest qui fut dissoute par décision des Vengeurs eux-mêmes. L'équipe n'avait pas la politique multinationale et gouvernementale des Vengeurs d'alors, travaillant plus sur des désastres naturels ou créés par l'homme.

## Biographie de l'équipe

### Origines
Force Works est créée à l'issue d'une assemblée des Vengeurs qui doit déterminer le sort de l'équipe des Vengeurs de la Côte Ouest, récemment soumis à de nombreuses attaques qui ont fortement endommagé leur quartier-général.
Plusieurs membres se sont également éloignés du groupe (l'Éclair vivant, Wonder Man, Œil-de-faucon...), ce qui affaiblit d'autant l'équipe restante. Composée de sa leader, la Sorcière rouge (Wanda Maximoff), de la seconde Spider-Woman (Julia Carpenter), de War Machine (Jim Rhodes) et d'U.S. Agent (John Walker). 
L'arrivée d'Iron Man (Tony Stark), membre non-permanent de la Côte Ouest, déclenche le départ de War Machine et un vote sur la conservation de l'équipe. À l'issue, Iron Man, étonnamment, apporte la voix de la majorité pour dissoudre l'équipe puis démissionne des Vengeurs.
Les autres membres de la Côte Ouest, se voyant proposer un poste subalterne de réservistes auprès des Vengeurs, décident de suivre son exemple. Finalement, aucun des membres de l'équipe ne souhaite garder de lien avec les Vengeurs. Tony Stark cherche en fait à reformer un groupe avec une philosophie différente : ne pas se contenter de stopper les catastrophes mais tenter de les empêcher en amont. Pour ne pas donner l'impression de diriger une équipe qu'il finance à 100 % et dont il possède les nouveaux locaux, il propose aux autres membres de conserver le leader précédent, la Sorcière rouge.
L'équipe est basée dans un complexe de Stark Enterprises, entièrement géré par une équipe d'employés de Stark et aidé d'une intelligence artificielle (IA) nommée PLATO (« Piezo-electrical Logistic Analytical Tactical Operator »). Elle utilise le Chaos Computer, un superordinateur qui, conjugué avec les pouvoirs de probabilité de la Sorcière rouge, permet de prévoir les problèmes majeurs allant affecter le monde. Le complexe sert de résidence pour les membres de l'équipe, ainsi que leur famille (essentiellement la fille de Spider-Woman).
Bien que Force Works soit officiellement mené par la Sorcière rouge, Iron Man prend souvent ses propres décisions.

### Parcours
Dès la fin de leur première mission, Wonder Man semble avoir succombé face aux ennemis Kree, tandis que l'extraterrestre Century, invoqué par la Sorcière rouge, rejoint l'équipe.
Les affrontements contre les Kree seront au centre de plusieurs intrigues. Peu avant l'arc narratif The Crossing, un crossover rassemblant à nouveau les équipes des Vengeurs et de Force Works, le héros Century est obligé de repartir dans l'espace à la recherche de son passé ; Suzi Endo (en) est apparemment embauchée par Stark en tant que membre de l'équipe, sous le nom de code de Cybermancer.
Durant The Crossing, l'équipe de Force Works subit la perte d'Amanda Chaney, leur chargée de relations publiques, tuée par Iron Man alors qu'elle venait de découvrir le corps en stase de la véritable Suzi Endo ; Cybermancer, de son côté, se révèle une alliée d'Iron Man et de Kang. Le retour de Century permet aux autres membres de Force Works de survivre. À la fin de l'arc, le complexe est dévasté et le groupe décide de se séparer, certains retournant au sein des Vengeurs.

### Un retour très discret
Une équipe gérée par l'Initiative fait son apparition, sans qu'aucun des membres ne soit nommé (on pense toutefois à Suzi Endo, mais c'est à confirmer).

## Membres
- La Sorcière rouge
- Iron Man
- U.S. Agent
- Spider-Woman (Julia Carpenter)
- Wonder Man
- Œil-de-faucon (Clint Barton)
- Century
- Moonraker, qui devint le compagnon de Julia Carpenter.

On peut aussi inclure l'informaticienne de génie Suzi Endo (en)

## Éditions en recueils
| Titre                                       | Matériel collecté | Date de sortie | ISBN                  |
| ------------------------------------------- | --- | -------------- | --------------------- |
| Avengers/Iron Man: Force Works              | Force Works #1–15, Force Works: Ashcan Edition ; Century: Distant Sons #1 et matériel provenant de Iron Man/Force Works Collectors' Preview                   | mai 2016       | (ISBN 978-1302900564) |
| Iron Man/War Machine: Hands of the Mandarin | War Machine #8–10, Iron Man #310–312, Force Works #6–7 et matériel provenant de Marvel Comics Presents #169–172                                               | mai 2013       | (ISBN 978-0785184287) |
| Avengers: The Crossing                      | Avengers #390–395, The Crossing #1, Timeslide #1 ; Iron Man #319–325 ; Force Works #16–22 ; War Machine #20–25 ; Age of Innocence: The Rebirth of Iron Man #1 | mai 2012       | (ISBN 978-0785162032) |

## Apparition dans d'autres médias
L'équipe Force Works apparait dans la série animé Iron Man. Elle y est composée de Iron Man, War Machine, Scarlet Witch, Hawkeye, Century et Spider-Woman.